# Saint Bernard, Filippinerna
Saint Bernard (Bayan ng Saint Bernard) är en kommun i Filippinerna. Kommunen ligger på ön Leyte, och tillhör provinsen Södra Leyte. Folkmängden uppgår till 23 089 invånare.

## Barangayer
Saint Bernard är indelat i 30 barangayer.
| - Atuyan - Ayahag - Bantawon - Bolodbolod - Nueva Esperanza (Cabac-an) - Cabagawan - Carnaga - Catmon - Guinsaugon - Himatagon (Pob.) - Himbangan - Himos-onan - Hindag-an - Kauswagan - Panglao - Libas | - Lipanto - Magatas - Magbagacay - Mahayag - Mahayahay - Malibago - Malinao - Panian - San Isidro - Santa Cruz - Sug-angon - Tabontabon - Tambis I - Tambis II - Hinabian |

## Bildgalleri

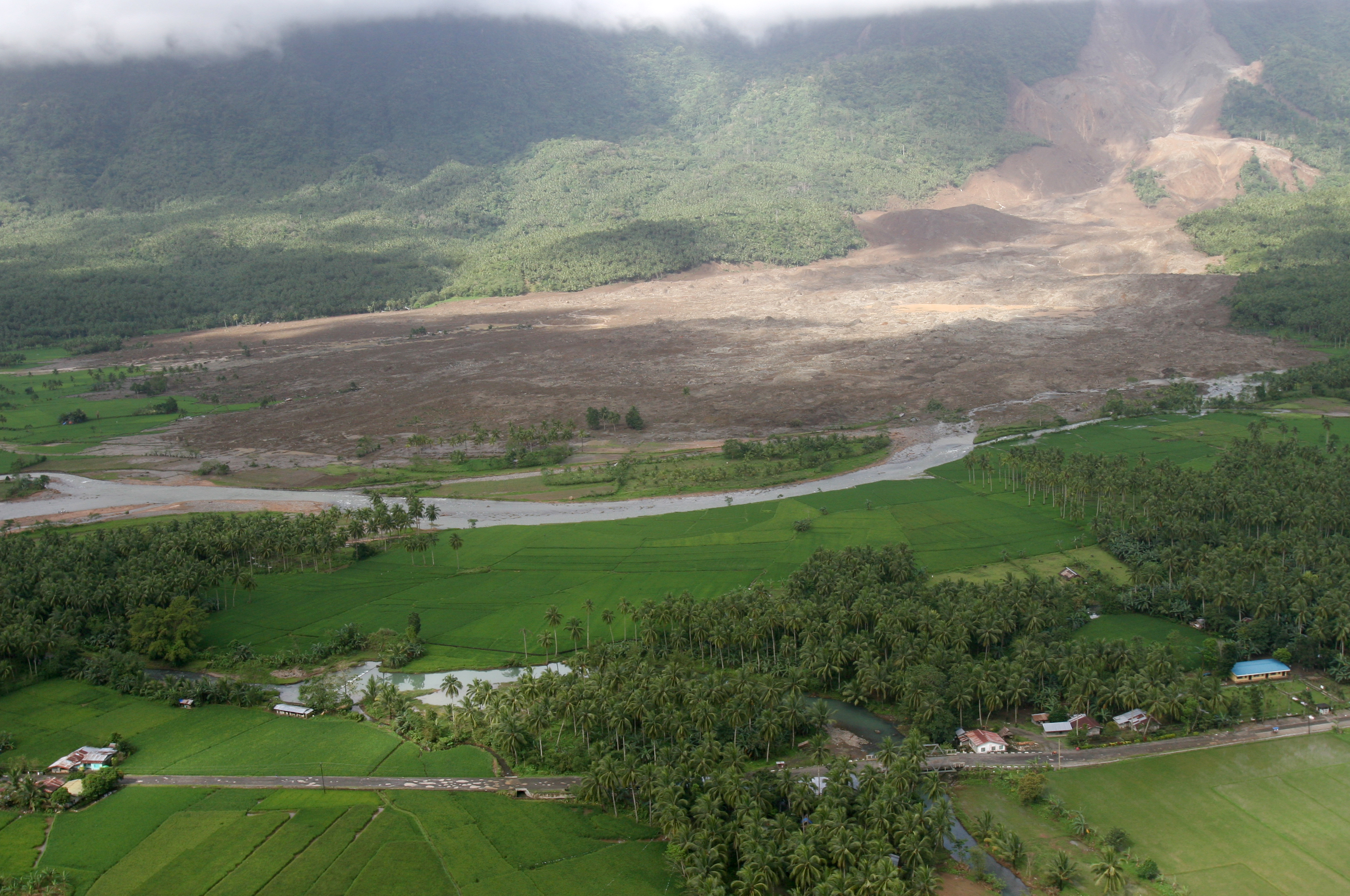
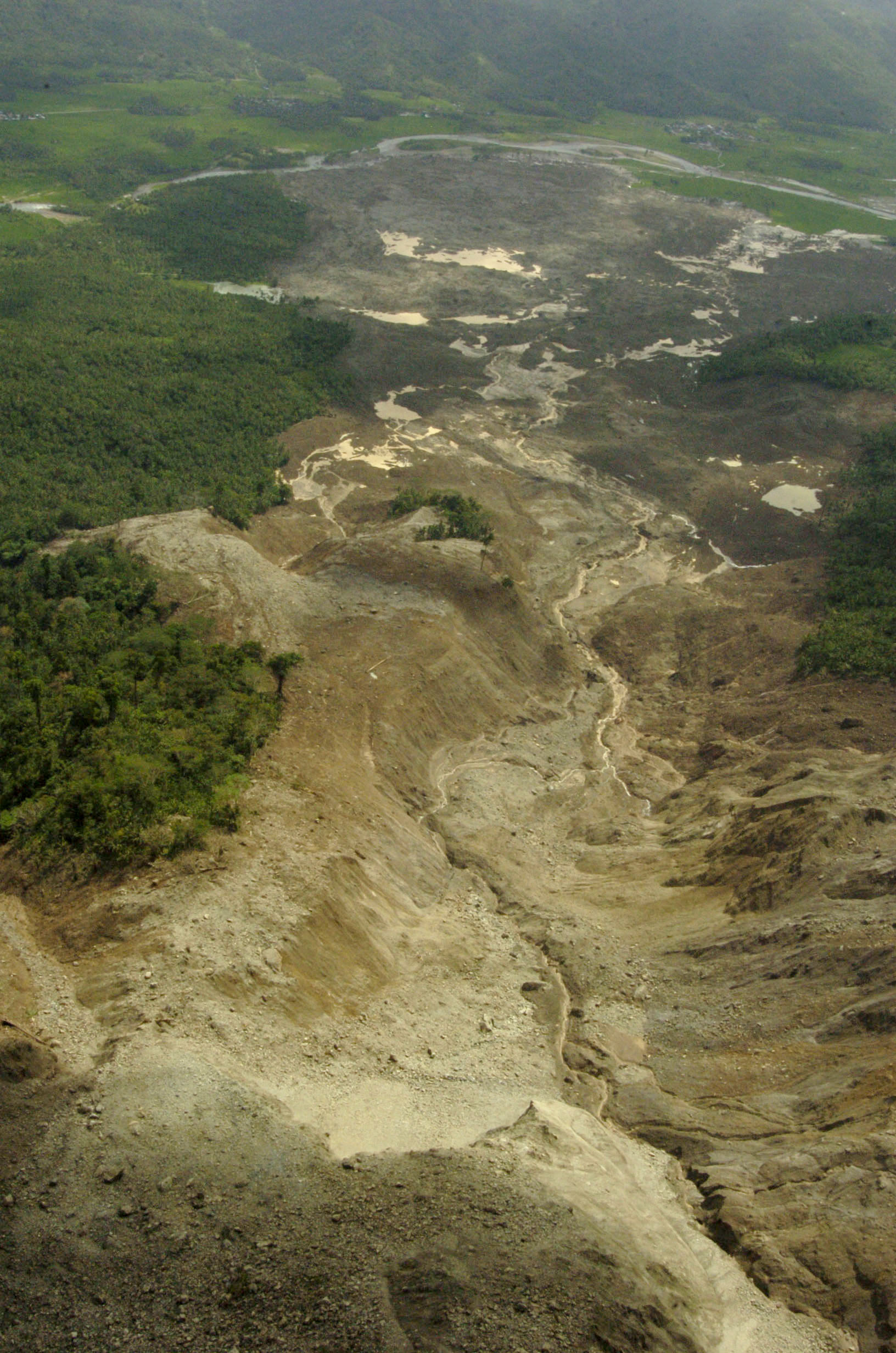
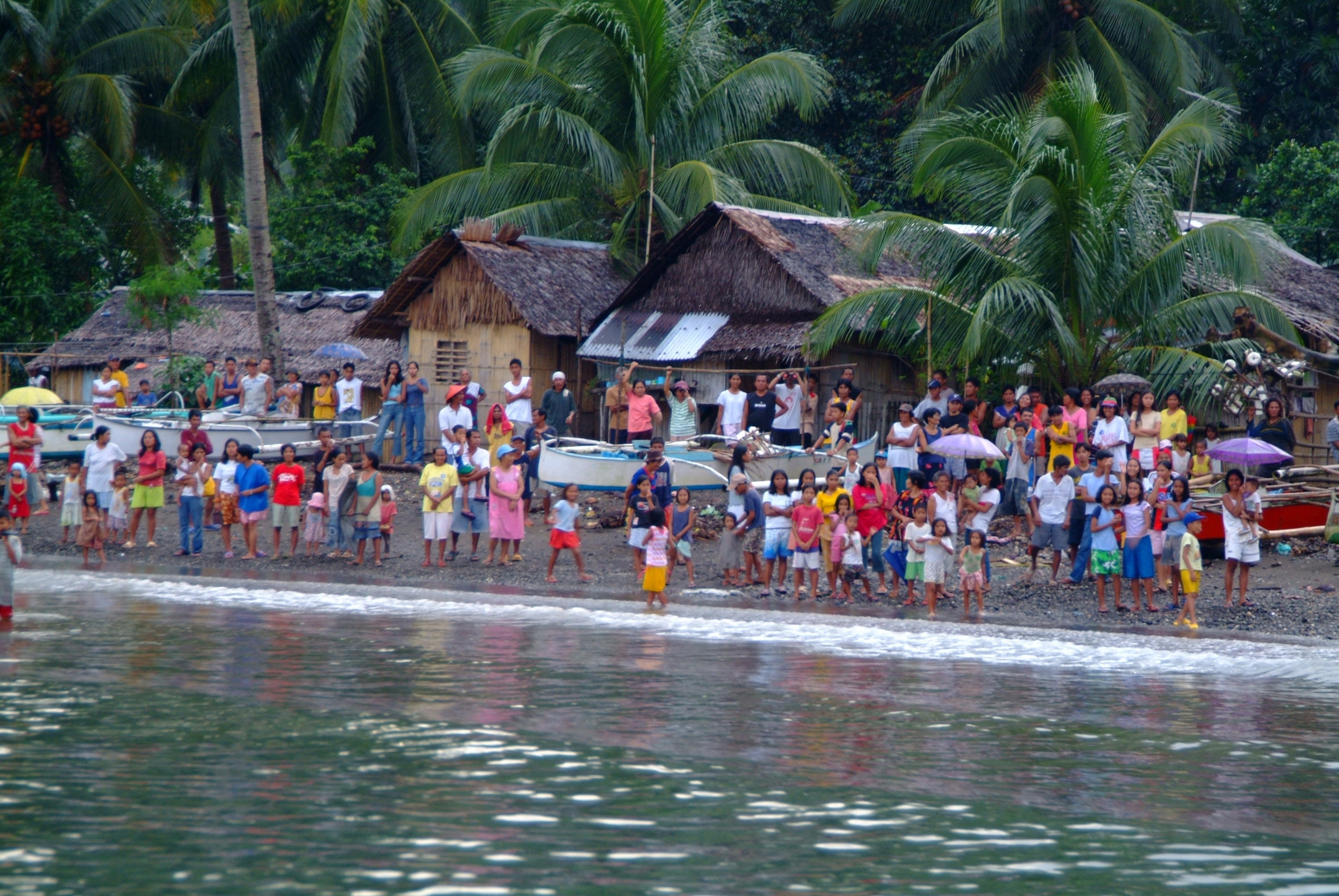